# Куистело
Куистѐло (на италиански: Quistello, на местен диалект: Quistel, Куистел) е градче и община в Северна Италия, провинция Мантуа, регион Ломбардия. Разположено е на 16 m надморска височина. Населението на общината е 5856 души (към 2014 г.).